# Neptis yamari
Neptis yamari är en fjärilsart som beskrevs av Hans Fruhstorfer 1908. Neptis yamari ingår i släktet Neptis och familjen praktfjärilar. Inga underarter finns listade i Catalogue of Life.